# Microscapha bruchi
Microscapha bruchi is een keversoort uit de familie zwamspartelkevers (Melandryidae). De wetenschappelijke naam van de soort werd in 1930 gepubliceerd door Maurice Pic.